# STS-93
STS-93 e деветдесет и петата мисия на НАСА по програмата Спейс шатъл и двадесети и шести полет на совалката Колумбия. За първи път за командир на екипажа е назначена жена (Айлин Колинс).

## Екипаж
| Пост                    | Астронавт                                  |
| ----------------------- | ------------------------------------------ |
| Командир                | Айлин Колинс трети космически полет        |
| Пилот                   | Джефри Ашби първи космически полет         |
| Специалист на мисията 1 | Катрин Кулмън втори космически полет       |
| Специалист на мисията 2 | Стивън Хоули пети космически полет         |
| Специалист на мисията 3 | Мишел Тонини (CNES) втори космически полет |

- Броят на полетите е преди и включително тази мисия.

## Полетът
Основната задача на полета на мисия STS-90 е извеждането в орбита на космическата рентгенова лаборатория „Чандра“. Датата на старта на мисията и телескопа е неколкократно назначавана и отлагана. Планирана е първоначално за август, но поради забавяне при окомплектоването полета е отложен за края на годината. После е забавен с няколко седмици по технически проблеми и накрая заради провеждащата се в този момент полет на мисия STS-96 и e прехвърлен за лятото. След два неуспешни опита старта е даден на 23 юли 1999 г.

## Чандра
Космическата рентгенова обсерватория „Чандра“ (20 години обсерваторията е известна с името AXAF (на английски: Advanced X-Ray Astrophysics Facility), а на 21 декември 1998 г. е официално наречена на астрофизика Субраманиан Чандрасекар. Това е най-мощния рентгенов телескоп в света и е на трето място сред космическите телескопи на НАСА (първите два места се заемат от телескопа „Хъбъл“ и гама-обсерваторията „Комптън“).
Създаването на чувствителен рентгенов телескоп е замислено през 1976 г., но самото проектиране на AXAF започва едва през 1978 г. За 20 години проектът претърпява много промени (през 1992 г., с цел намаляване на разходите, проектът AXAF е разделен на два по-малки по размеру апарата), а е завършен на 4 март 1998 г. Апаратът има дължина 11,8 и диаметър 4,27 м. „Сухо“ тегло 4790 кг (пълно – 5865 кг, включително 977 кг гориво за бордния двигател и 4,5 кг газ за работата и). Апарата се състои от три основни части: служебен модул, модул с научните прибори и телескоп.
Под ръководството на Космическия център Маршал (MSFC) за управлението и контрола на работата на обсерваторията в състава на Смитсъновата астрофизическа обсерватория в Кеймбридж (щат Масачузетс) са създадени специален Научен център AXAF (на английски: AXAF Science Center, ASC) и Център за оперативен комтрол (на английски: Operations Control Center, OCC). Заедно ASC и OCC образуват единния Център на рентгеновата обсерватория „Чандра“ (на английски: Chandra X-Ray Observatory Center, CXC).
Отделянето на „Чандра“ става на 23 юли в 11:47 UTC, а в 13:47 апаратът успешно заема работната си орбита.

## Параметри на мисията
- Маса:
  - При старта: 122 536 кг
  - При кацането: 99 783 кг
  - Полезен товар: 22 781 кг
- Перигей: 260 км
- Апогей: 280 км
- Инклинация: 28,5°
- Орбитален период: 90.0 мин